# Phare des Casquets

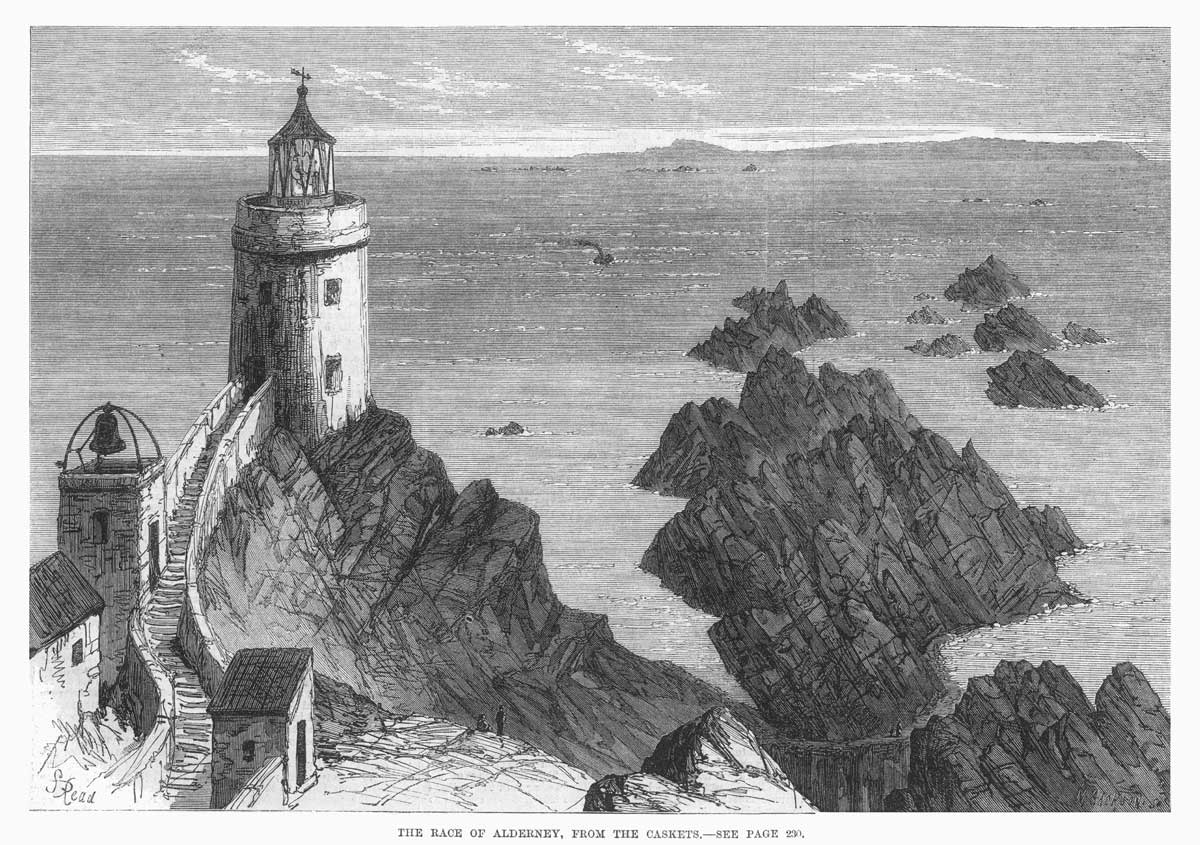
Iconographie du phare des Casquets avec Aurigny à l'horizon.

Le phare des Casquets est le phare qui s'élève sur les îlots des Casquets, une dépendance de l'île d'Aurigny. Le phare des Casquets fut le thème d'un des dessins en noir de Victor Hugo lors de son exil sur l'île voisine de Guernesey. 

## Histoire
Le premier phare fut inauguré le 30 octobre 1724. Il est composé de trois tours portant chacune une lumière. Ces trois tours étaient éclairées par des feux à charbon : Saint-Pierre, Saint-Peter, Saint-Thomas et « Le Dungeon » ou « Le Donjon ».
Les phares furent bâtis par Thomas Le Cocq, responsable des îlots des Casquets, dépendants du bailliage de Guernesey et sous le contrôle des autorités britannique des phares de la Trinity House à Londres. On a dû lui payer un halfpenny par tonne pour les bateaux qui franchissaient les rochers et il recevait 50 livres par an pour le droit de gérer le phare. En 1785, la Trinity House entre en possession du phare.
En 1790, les phares adoptent les lampes à huile. Ils sont encore améliorés en 1818 avec l’introduction d’une lampe à rayon de lumière, qui clignote toutes les quinze secondes. 
Pendant une forte tempête, le 13 octobre 1823, le phare est sévèrement endommagé. En 1854, les tours sont rehaussées de 10 mètres, et on équipe chacune de lampes de 184000 candelas qui clignotent 3 fois toutes les 30 secondes. En 1877, la tour nord-ouest est encore une fois rehaussée, et on arrête les lampes des deux autres tours. 
En 1954, le phare devient électrique, après l’installation d’une lampe de 2,83 millions de candelas - celle-ci est remarquable car elle tourne dextrorotatoirement. 
À présent, la lampe de la tour nord-ouest fait 37 mètres de haut et clignote 5 fois toutes les 30 secondes. Pendant une journée ensoleillée, on voit le phare à 24 milles marins. La corne de brume sur la tour et sonne toutes les 6 secondes, et on l’entend à 5 km environ. Sur la tour ouest, un héliport rudimentaire a été aménagé.
En 1990, tout le mécanisme devient automatique : on le commande à partir du « Trinity House Operations Control Centre» à Harwich.

## Littérature
Vers 1860, Victor Hugo, réfugié à Guernesey, dessine une œuvre noire et lugubre représentant le "Phare des Casquets". L'iconographie est exposée à la Maison de Victor Hugo, place des Vosges à Paris.
Extrait du XIe chapitre du roman de Victor Hugo : L'homme qui rit, intitulé Les Casquets.
« Brusquement, dans l'énorme tumulte du brouillard de neige, une rougeur apparut. - Un phare! crièrent les naufragés. C'était en effet les Light-House des Casquets. Un phare au XIXe siècle est un haut cylindre conoïde de maçonnerie surmonté d'une machine à éclairage toute scientifique. Le phare des Casquets en particulier est aujourd'hui une triple tour blanche portant trois châteaux de lumière. Ces trois maisons à feu évoluent et pivotent sur des rouages d'horlogerie avec une telle précision que l'homme de quart qui les observe du large fait invariablement dix pas sur le pont du navire pendant l'irradiation, et vingt-cinq pendant l'éclipse. Tout est calcul dans le plan focal et dans la rotation du tambour octogone formé de huit larges lentilles simples à échelons, et ayant au-dessus et au-dessous ses deux séries d'anneaux dioptriques; engrenage algébrique garanti des coups de vent et des coups de mer par des vitres épaisses, parfois cassées pourtant par les aigles de mer qui se jettent dessus, grands phalènes de ces lanternes géantes. La bâtisse qui enferme, soutient et sertit ce mécanisme est, comme lui, mathématique. Tout y est sobre, exact, nu, précis, correct; un phare est un chiffre. Au XVIIe siècle un phare était une sorte de panache de la terre au bord de la mer. L'architecture d'une tour de phare était magnifique et extravagante. On y prodiguait les balcons, les balustres, les tourelles, les logettes, les gloriettes, les girouettes. ... À un navire en manœuvre, pourvu de toutes ses ressources de gréement, et maniable au pilote, le phare des Casquets est utile. Il crie: gare! Il avertit de l'écueil. À un navire désemparé il n'est que terrible. La coque, paralysée et inerte, sans résistance contre le plissement insensé de l'eau, sans défense contre la pression du vent, poisson sans nageoires, oiseau sans ailes, ne peut qu'aller où le souffle la pousse. Le phare lui montre l'endroit suprême, signale le lieu de disparition, fait le jour sur l'ensevelissement. Il est la chandelle du sépulcre. Éclairer l'ouverture inexorable, avertir de l'inévitable, pas de plus tragique ironie. » Victor Hugo.

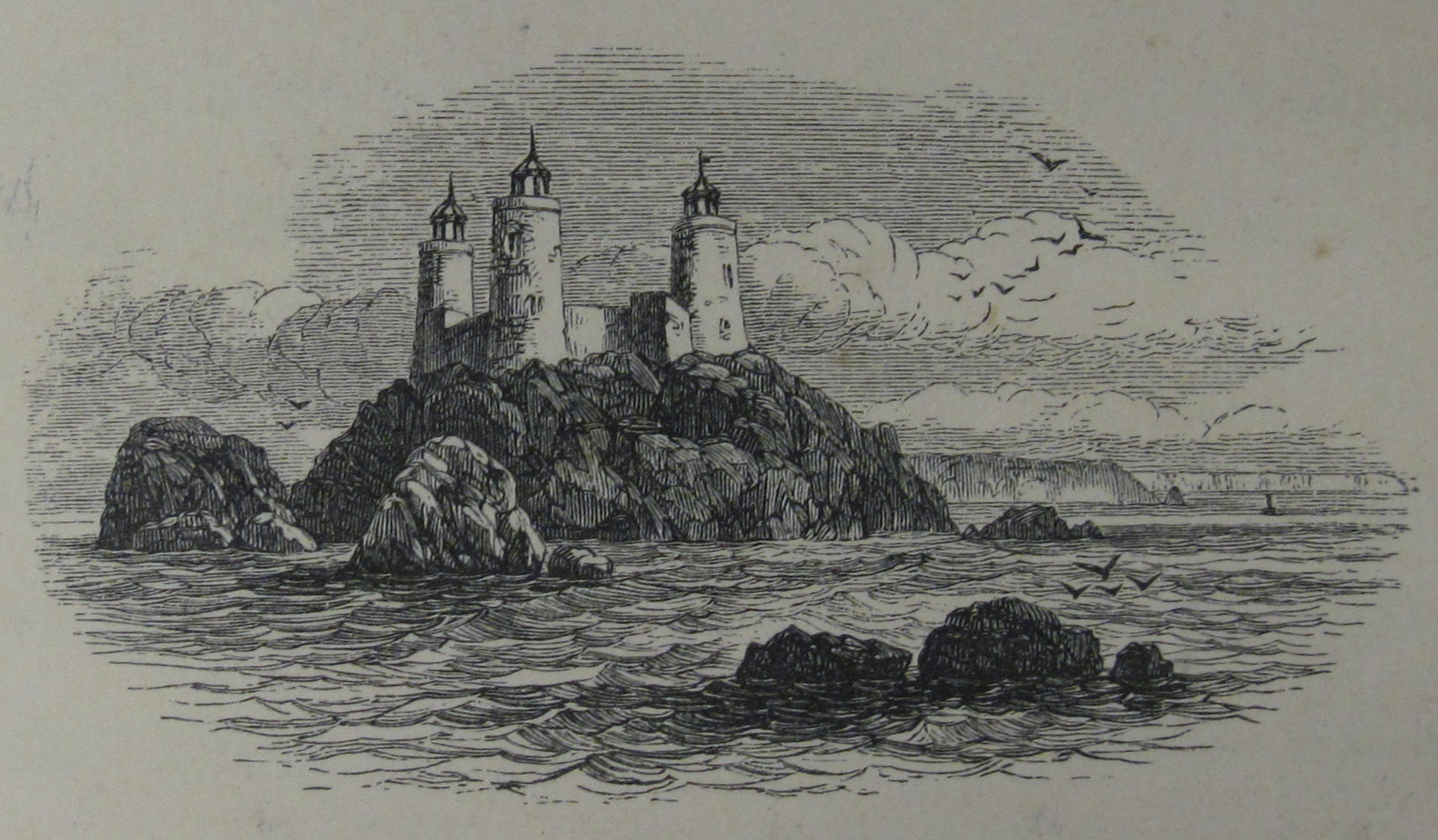
Les trois phares des Casquets : Le Donjon, Saint-Pierre et Saint-Thomas.
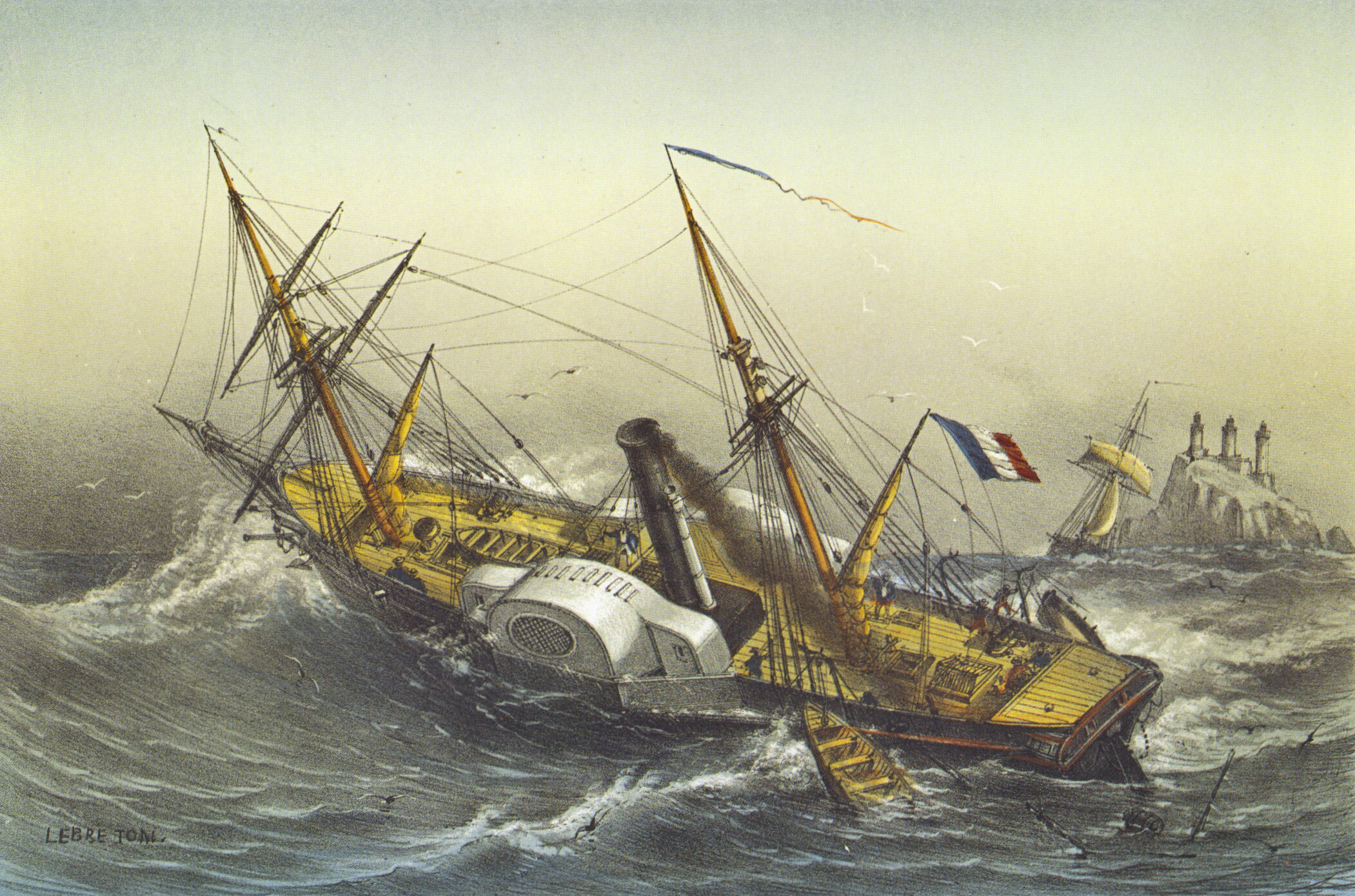
Navire français au large des phares des Casquets  (Louis Le Breton).
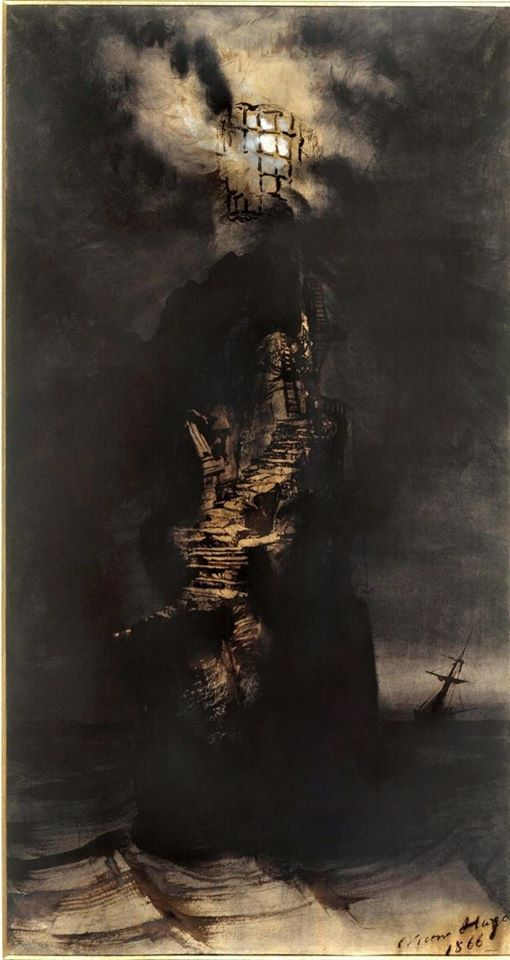
Dessin de Victor Hugo représentant le phare des Casquets.